# Mariager
Mariager er en mindre by og købstad med 2.682 indbyggere  (2024), beliggende på den sydlige side af Mariager Fjord i Kronjylland. Navnet betyder "Marias Ager" (efter Jomfru Maria, der lagde navn til et birgittinerkloster på stedet). Byen voksede op omkring dette Mariager Kloster i begyndelsen af 1400-tallet og fik købstadsrettigheder i 1592. Den dag i dag præges Mariager af et gammelt bymiljø med brostensbelagte gader og mange bindingsværkshuse, som tiltrækker turister fra nær og fjern. Mariager ligger i Mariagerfjord Kommune og hører til Region Nordjylland.
Købstaden ligger i kuperet terræn skrånende ned mod fjorden, og er omgivet af mange skovklædte bakker bl.a. den 110 meter høje Hohøj sydøst for selve Mariager. Byen har en lille havn med lystbåde og for turisterne rutebåden Svanen, der om sommeren sejler fra Hobro via Mariager, Hadsund til Mariager Fjords udmunding. På havnen findes også en fredet svingkran og Danmarks Saltcenter, der er et museum for saltudvinding, i hvilket man kan besøge en saltmine og en badesaltsø med tilnavnet Det Døde Hav.
Fra havnen går en veteranjernbane til den lille by Handest 17 kilometer mod vest, hvis togdrift er kraftigt inspireret af jernbanetrafikken mellem de to byer fra 1927 til 1950. Mariagers vartegn er dog klosterkirken, Mariager Kirke (fra 1400-tallet), der med sin høje hvidkalkede bygning rejser sig på en bakkeskråning højt over byens tage. Mariager har også to kristne efterskoler, Frydensberg og Mariager Efterskole, og en højskole.

## Historie

### Middelalderen
Byen har muligvis oprindeligt været en landsby og færgested ved Mariager Fjord, der måske har tilhørt Glenstrup Kloster og senere, efter at dette var ophævet, gik over til Mariager Kloster, men man ved intet om byen før dette klosters oprettelse, ja den nævnes endog først i 1434, da Hans Valtersen tilskødede klosteret sin gård der. Om ikke sin oprindelse skylder den klosteret i alt fald sin fremvækst, især efter at dette havde fået brev på en fri havn ved fjorden, da handlende og håndværkere bosatte sig i klosterets nærhed og skibsfart efterhånden blev den lille bys hovederhverv, om det end kun var små skibe, der kunne besejle fjorden.
I 1446 fik munkene pavens endelige godkendelse af klosterdrift på stedet. Efterhånden strømmede købmænd, krofolk og håndværkere til, ligesom velhavende adelsfolk begyndte at købe små gravkapeller fra klosteret til minde om dem selv, når de døde. Byens opgangstid fortsatte indtil Reformationen i 1536, hvor klosterets administration pludselig blev lagt ind under kongemagten, der gradvis mindskede dets indflydelse.
I 1457 havde byen et byting, og i 1486 nævnes både byfoged og byskriver.
Byen havde i middelalderen et hospital for fattige (først nævnt i et kongeligt brev af 1490), senere kaldet "Kærlingegaarden" eller "Hr. Erik Ottesens fattige Folks Gaard" (Erik Ottesen Rosenkrantz gav gods til hospitalet 1496 og 1503). I den katolske tid har det vistnok været knyttet til klosteret, efter reformationen stod det under lensmændene. Det nævnes sidste gang 1650. Hvor det har ligget, vides ikke.

### Renæssancen
I 1536 opføres byen blandt landets købstæder, der sendte udsendinge til København, og i de følgende år er der flere eksempler på noget lignende. For øvrigt vedblev den længe at stå i afhængighedsforhold til klosteret, til hvilket den foruden jordskyld og kornafgift måtte yde hoveri indtil 1631 eller 1634. Byen havde for øvrigt fra gammel tid sin egen kirke, Skt. Peders Kirke, der vist nok har været sognekirke for den oprindelige landsby og lå omtrent på hjørnet af Teglgades Bakke og Kirkegade. Den er måske bleven nedbrudt, efter at klosterkirken var bleven sognekirke; endnu på Resens Tid (1677) stod dog tårnet, hvori byens stormklokke hang, men i 1729 var det forsvundet.
Af betydning for byen var navnlig udførslen fra omegnens teglværker og kalkbrænderier, som var ret betydelig i begyndelsen af den nyere tid. Christian III lod hente store skibsladninger kalk til Kolding og andre steder, Frederik II og Christian IV til Kronborg, Frederiksborg og København, ja der skete endog Udførsel til Tyskland. Også folk, der søgte klosteret, droges til byen; således vides enkelte adelige at have haft gårde i byen. Købstadsprivilegier fik den dog vistnok først ved brev af 23. maj 1592, der gav indbyggerne ret til at bruge sådan handel og borgerlig næring og købstadsfrihed, som andre købstæder i riget nød, navnlig samme privilegier som Hobro. Indtil 1592 har byen vel indtaget en stilling omtrent som flække, om end den ofte er bleven behandlet som købstad.
Nogen større by blev den dog ikke, og dens tilbagegang begyndte allerede tidlig, vistnok endnu før den blev købstad, hvad der skyldtes dels klosterets nedlæggelse som forsørgelsesanstalt for adelige Kvinder, idet de adelige familier da snart flyttede bort fra byen, dels et par store ildebrande, den 22. juni 1573 og i 1583, dels kalkbrændingens aftagen efterhånden, som de omliggende skove ødelagdes ved den skånselsløse forbrug af brændsel. Efter branden 1583 skal næppe halvdelen af de brændte huse være bleven genopført, og grundene udlagdes til haver, marker og enge. Også den omstændighed, at landevejen mellem Randers og Aalborg, som fra gammel tid gik over Mariager og gjorde byen til det vigtigste færgested over fjorden, blev forlagt over Hadsund, vistnok i første halvdel af det 17. århundrede, har skadet den. I det 17. århundrede kom nye ulykker over den lille by. Under krigene var den besat af fjender, således 1627-29 af de kejserlige. Den 28. oktober 1629 gav kongen en del brandlidte frihed for skat og tynge, og dette gentoges 1636 for nye brandlidte.

### Under enevælden
Efter Krigen 1657-60, i hvilken Mariager utvivlsomt har lidt meget, flyttede mange bort fra byen.
Byens øvrighed var en borgmester og 5 rådmænd. Ved forordning af 28. januar 1682 blev de sidstes antal indskrænket til 2, ved reskript af 13. oktober 1682 endog kun til en byfoged. Først 1868 fik Mariager atter borgmester og råd.
I 1672 var der 370 indbyggere. I 1680 oplyste borgerne i en ansøgning til kongen, at der i de sidste år var brændt 16 gårde og 43 huse, og at i alt 123 ejendomme stod ødelagte eller ubeboede. I de følgende år var næsten al næring ophørt, blandt andet fordi toldstedet i 1680 var blevet forlagt til Hadsund, og fattigdommen var overordentlig stor. Efter en ny brand i 1687 gav kongen byen frihed for skatter i 10 år. Atter i den Store Nordiske Krig led byen. I 1732, 1764 og 1. december 1775 var der nye brande; dertil kom ødelæggende kvægsygdomme (1746-47 døde 148 stykker hornkvæg). I 1769 havde byen 402 indbyggere, i 1787 393 indbyggere. I 1775 havde den kun eet skib.
En latinskole, der grundlagdes af Christian III, ophævedes 1739.
I 1720'erne blev store dele af klosteret revet ned og Mariager stagnerede efterhånden, så den i 1801 kun havde 414 indbyggere. Den tjente dog stadigvæk som en slags havnested for domkirkebyen Viborg. Landbrug og fiskeri var meget vitale erhverv for den lille fjordby.
I 1808 var en afdeling spanske tropper indkvarteret i Mariager.
Først op i det 19. århundrede begyndte byen at komme noget til kræfter og har taget del i landets almindelige opkomst, omend den vedblev at indtage en beskedne plads blandt landets købstæder, ikke mindst fordi Hobro og Hadsund var dens konkurrenter.
I 1864 var byen en tid besat af preusserne.

### Den tidlige industrialisering
Mariagers befolkning var kun svagt stigende i slutningen af 1800-tallet og i begyndelsen af 1900-tallet: 546 i 1850, 578 i 1855, 680 i 1860, 727 i 1870, 746 i 1880, 761 i 1890, 914 i 1901, 943 i 1906 og 968 i 1911.
Befolkningens næringssammensætning var i 1890: 122 levede af immateriel virksomhed, 90 af jordbrug, 11 af gartneri, 26 af fiskeri, 3 af søfart, 249 af håndværk og industri, 147 af handel og omsætning, 37 af forskellig daglejervirksomhed, 29 af deres midler, 35 nød almisse, og 12 var i fængsel. Ifølge en opgørelse i 1906 var indbyggertallet 943, heraf ernærede 96 sig ved immateriel virksomhed, 111 ved landbrug, skovbrug og mejeridrift, 85 ved fiskeri, 319 ved håndværk og industri, 128 ved handel med mere, 99 ved samfærdsel, 39 var aftægtsfolk, 38 levede af offentlig understøttelse og 28 af anden eller uangiven virksomhed.
Af fabrikker og industrielle anlæg havde byen omkring århundredeskiftet 1 andelsmejeri, 1 hvidtølsbryggeri og 1 sodavandsfabrik; i omegnen lå flere teglbrænderier foruden cementfabrikkerne "Cimbria" og "Dania".
I Mariager blev afholdt årligt 4 markeder: 1 i februar og 1 i juli med kreaturer, 1 i oktober og 1 i november med kvæg og får. Torvedag var hver 1. og 3. torsdag i hver måned med kreaturer.
I 1904 blev broen over fjorden ved Hadsund taget i brug, og udviklingen i Mariager gik nu meget langsomt pga. Hadsunds opblomstring som handelsby. Mariager havde nu ca. 900 indbyggere. Først i 1927 kom jernbanen til den gamle købstad, og i den nærlæggende by Assens blev der anlagt en cementfabrik, Dania, der specialiserede sig i udvinding af kalk fra undergrunden. Derudover mærkede Mariager ikke meget til industrialiseringen, der gik som en bølge over det meste af Danmark på dette tidspunkt. I stedet kom bl.a. Pinsevækkelsens Højskole og Mariager Efterskolen - PVE (Pinsevækkelsens Efterskole) til byen, og i 1940 stiftede man Sødisbakke, der er en institution for fysisk og psykisk handicappede. Cementfabrikken Dania indstillede sin produktion i 1975, og de største arbejdspladser i Mariager-området er derfor Akzo Nobel Salt A/S, DISA Danmark og Urtekram A/S, hvoraf sidstnævnte er Danmarks ældste økologiske virksomhed. Turisme regnes dog i dag som Mariagers helt centrale indtægtskilde. I 2013 blev Mariagerfjord Kommune med Mariager by certificeret som Cittaslow-by.

### Mellemkrigstiden
Gennem mellemkrigstiden var Mariagers indbyggertal svagt stigende: i 1916 1.025, i 1921 1.034, i 1925 1.132, i 1930 1.134, i 1935 1.097, i 1940 1.283 indbyggere. Nogen forstadsudvikling skete ikke.
Ved folketællingen i 1930 havde Mariager 1.134 indbyggere, heraf ernærede 70 sig ved immateriel virksomhed, 416 ved håndværk og industri, 165 ved handel mm, 136 ved samfærdsel, 135 ved landbrug, skovbrug og fiskeri, 88 ved husgerning, 119 var ude af erhverv og 5 havde ikke oplyst indkomstkilde.

### Efterkrigstiden
Efter 2. verdenskrig fortsatte Mariager sin befolkningsudvikling. I 1945 boede der 1.383 indbyggere i købstaden, i 1950 1.398 indbyggere, i 1955 1.403 indbyggere, i 1960 1.483 indbyggere og i 1965 9.057 indbyggere. Efterhånden fremvoksede forstaden Mariagerkloster Jorder i Mariager Landsogn.
| År                     | 1945  | 1950  | 1955  | 1960  | 1965  |
| ---------------------- | ----- | ----- | ----- | ----- | ----- |
| Mariager købstad       | 1.383 | 1.398 | 1.403 | 1.483 | 1.571 |
| Mariagerkloster Jorder | -     | -     | -     | 33    | 37    |
| Mariager med forstæder | 1.383 | 1.398 | 1.403 | 1.516 | 1.608 |

I 2014-15 fik Mariager en del omtale fordi et lesbisk par og deres børn fortalte, at de angiveligt gennem flere måneder blev chikaneret. En person blev anholdt og sigtet for tre tilfælde af hærværk, men det fik angiveligt ikke chikanen til at stoppe. Parret besluttede at fraflytte byen. En gruppe af byens borgere tog afstand fra chikanen, og arrangerede bl.a. en demonstration mod chikanen af ægteparret og bakkede op om familien på deres Facebook-side. Det blev fulgt op af en demonstration den 16.11.2014 med tilslutning fra mange forskellige grupper og borgere for mangfoldighed og tolerance og mod alle former for hate-crimes. I juni 2015 blev sigtelsen frafaldet, da politiet ikke fandt, at de tekniske beviser i sagen var stærke nok, og sagen er således uopklaret. Dokumentaren "Løgn eller Chikane" produceret af DR såede efterfølgende tvivl om ægtheden af chikaneanklagerne på baggrund af nye oplysninger, der kom frem i sagen.
I maj 2015 blev Mariager udnævnt som en af de 10 smukkeste byer i Danmark af culturetrip.com. I december 2015 kårede Skyscanner Mariager som en af Danmarks 12 unikke småbyer med personlighed.

## Galleri
- Gadeparti med gamle huse
- Mariager Kirke